# Música Serve pra Isso - Uma História dos Mulheres Negras
Música Serve Pra Isso - Uma História dos Mulheres Negras é um documentário brasileiro de 2013, dirigido por Bel Bechara e Sandro Serpa. 
O filme mostra a breve carreira da banda Os Mulheres Negras, formada por André Abujamra e Maurício Pereira. Além dos dois músicos, são entrevistados Pena Schmidt, Marco Mattoli, Théo Werneck, Gal Oppido, Wandi Doratiotto, Aguinaldo Rocca, Skowa e Marisa Orth.

## Prêmios
- Festival In-Edit Brasil 2013: Melhor filme[4][5]